# 水分保持曲線

砂、粘土ローム、粘土、泥炭土の水分保持曲線

水分保持曲線（すいぶんほじきょくせん）は、土壌の水ポテンシャル ψ と含水率  θ の間の関係である。土壌の種類に応じて曲線の特徴は異なり、土壌水分特性（どじょうすいぶんとくせい）とも言う。
土壌が水を保持する量、植物への水の供給量（圃場容水量）、そして団粒の安定性を予測するときに使われる。土壌間隙に水が入るとき（吸水過程）と抜けるとき（排水過程）でヒステリシス効果があるため、吸水曲線と排水曲線が区別されることがある。
体積含水率 θ がマトリックポテンシャル {\displaystyle \Psi _{m}} に対してプロットした図から、水分保持曲線の一般的な特徴を読み取ることができる。ポテンシャルがゼロに近いときには、土壌は飽和に近く、水は主として土壌の表面張力（毛管力）によって保持されている。θ が低下するにつれて、水はより強く保持され、ポテンシャルが非常に小さくなると（ポテンシャルは負なので、絶対値は大きくなり、永久しおれ点へと向かう）、水はとても小さな土壌間隙に強く吸着され、土粒子と土粒子の接点の粒子のまわりに分子間力でフィルム状に吸着される。
砂質土は主として毛管力によって保水するため、高いポテンシャルで大部分の水が抜けるのに対して、粘質土では、分子間力や浸透圧による力によっても保水するため、より小さなポテンシャル（絶対値の大きい負の値）まで、水が抜けない。同じポテンシャルで比較すると、泥炭土は、通常は粘質土よりも含水率が高く、粘質土は砂質土よりも含水率が高いことが多い。土壌の保水容量は、間隙率と土壌の吸水特性に依存する。

## モデルとパラメータ
水分保持曲線の形を特徴づけるいくつかのモデルが提案されている。その中の1つが、van Genuchten モデル  として知られる次の式である。
{\displaystyle \theta (\psi )=\theta _{r}+{\frac {\theta _{s}-\theta _{r}}{\left[1+(\alpha |\psi |)^{n}\right]^{1-1/n}}}}
ここで
{\displaystyle \theta (\psi )} は水分保持曲線 [L3L−3]
{\displaystyle |\psi |} は吸引圧 ([L] または cm of water)
{\displaystyle \theta _{s}} は飽和体積含水率 [L3L−3]
{\displaystyle \theta _{r}} は残留体積含水率 [L3L−3]
{\displaystyle \alpha } は空気侵入圧の逆数と相関するパラメータで {\displaystyle \alpha >0} ([L−1] または cm−1)
{\displaystyle n} は間隙径分布に関係するパラメータで {\displaystyle n>1} (無次元)
このモデルに基づいて、不飽和透水係数と、体積含水率あるいは水ポテンシャルの間の関係を予測するモデルが開発された
。

## 歴史
1907年に、en:Edgar Buckingham が最初の水分保持曲線を作成した。砂から粘土まで、土性の異なる6種類の土壌について測定し、水分保持曲線が描かれた。48インチの高さの土壌カラムで実験がされ、側方のチューブから定期的に給水することで、カラム下端から2インチ程度上の一定水位を保った。カラム上端は閉じて、蒸発を防いだ。